# 曾憲忠
曾憲忠是台灣資深攝影師，大學時由獨立製片體系起家，年輕時候主演過寶島大夢一片。
攝影作品包括單車上路、牆、日息、地景風雲、台灣e化等，獲金鐘獎最佳攝影及休士頓國際影視展紀錄片類銀牌獎肯定。

## 作品

### 音樂錄影帶
- 《八月十五》（2012）
- 《Fades》（2013）
- 《兇手不只一個》（2013）
- 《怪物》（2013）

### 電視劇
- 《月光》公共電視人生劇展（金鐘獎五項提名，兩項得獎）
- 《藍色假期》公共電視人生劇展（金鐘獎一項提名）
- 《腳踏車的祝福》
- 《爸爸加油》（2008）林志儒導演
- 《蔡天勝的故事》（2009）鄭文堂導演
- 《秋宜的婚事》（2009）李志薔導演
- 《我的寶貝》（2011）
- 《沒有名字的甜點店》（2013）
- 《16個夏天》（2014）
- 《哇！陳怡君》（2015）

### 紀錄片
- 《解密831 》（1998）（入圍台北電影節最佳劇情片）
- 《消失中的屋頂 》（1999）導演、攝影 （參加法國陶瓷電影節）
- 《浮球－海上旅館紀事 》（2000）攝影、剪接（參加溫哥華影展、台北電影節紀錄片類入圍、金馬獎最佳紀錄片入圍）
- 《台灣當代藝術家系列 》(2001)（為期七年之拍攝計畫、共紀錄約200位當代藝術家，第一屆台新百萬藝術獎首獎）
- 《日息》（2002）
- 《甜甜的所在》（2004）
- 《地景風雲》（2004）
- 《裝置藝術十年》（2005）
- 《台灣e化》（2005）
- 《單車上路》（2005）攝影指導
- 《百歲老畫家》（2006）攝影指導
- 《尋找背海的人》（2011）林靖傑導演

### 電影
- 《破輪胎》（1999）黃明川導演
- 《艷光四射歌舞團》（2004）周美玲導演
- 《單車上路》（2006）李志薔導演
- 《刺青》（2007）周美玲導演
- 《變羊記》（2012）左世強導演
- 《山豬溫泉》（2014）郭珍弟導演

## 外部連結
- 剎那即是永恆－寶島 曾憲忠